# Creech Air Force Base

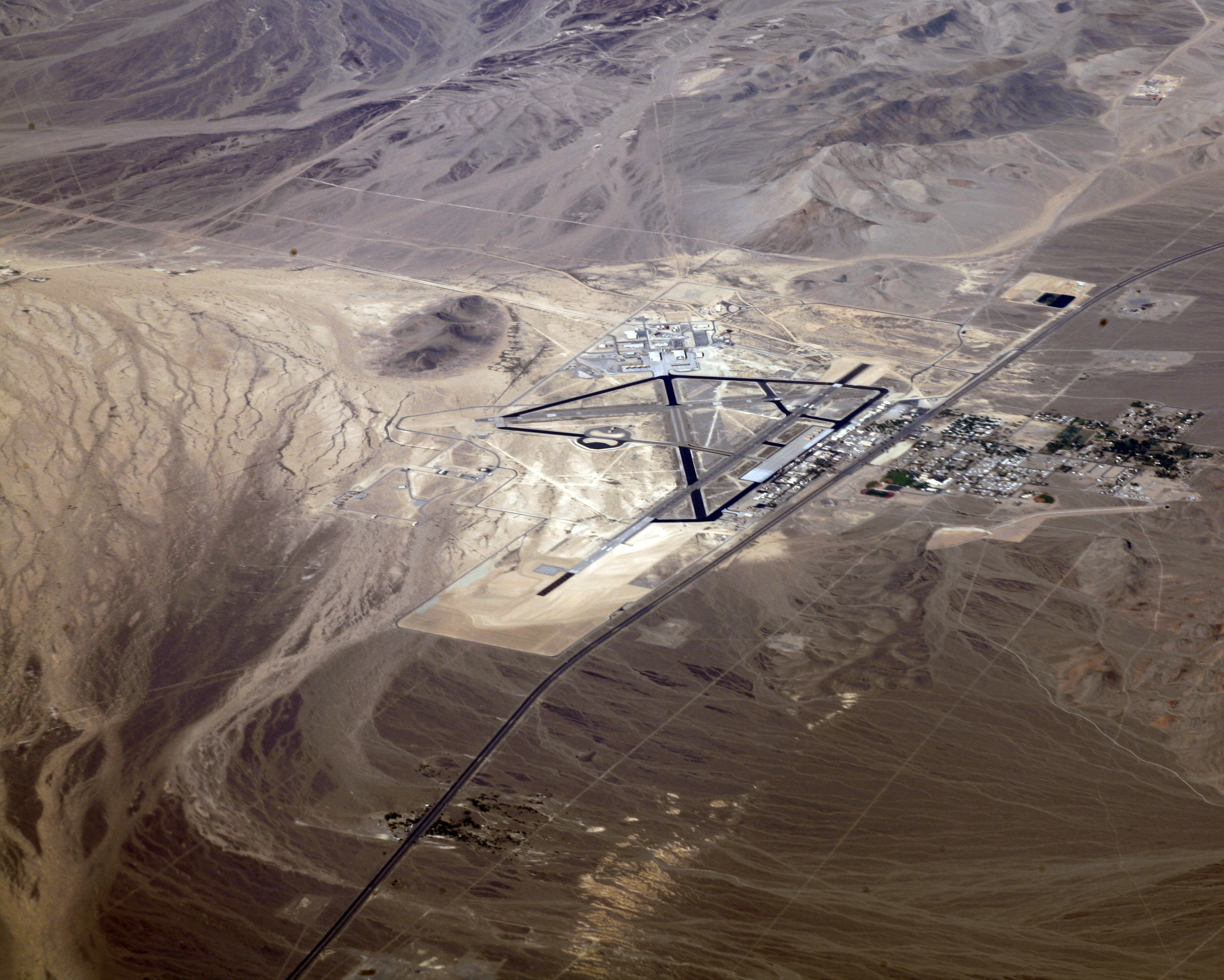
Flygbild över Creech Air Force Base.

Creech Air Force Base är en militär flygplats (IATA: INS, ICAO: KINS, FAA LID: INS) tillhörande USA:s flygvapen som är belägen i utanför Indian Springs i Clark County i Nevada, ungefär 48 kilometer nordväst om Las Vegas.
Basens värdförband är 432nd Wing som ingår i Fifteenth Air Force och verksamheten på Creech har sedan början på 2000-talet primärt kretsat kring operationer med obemannade luftfarkoster, både UAV och UCAV.

## Bakgrund

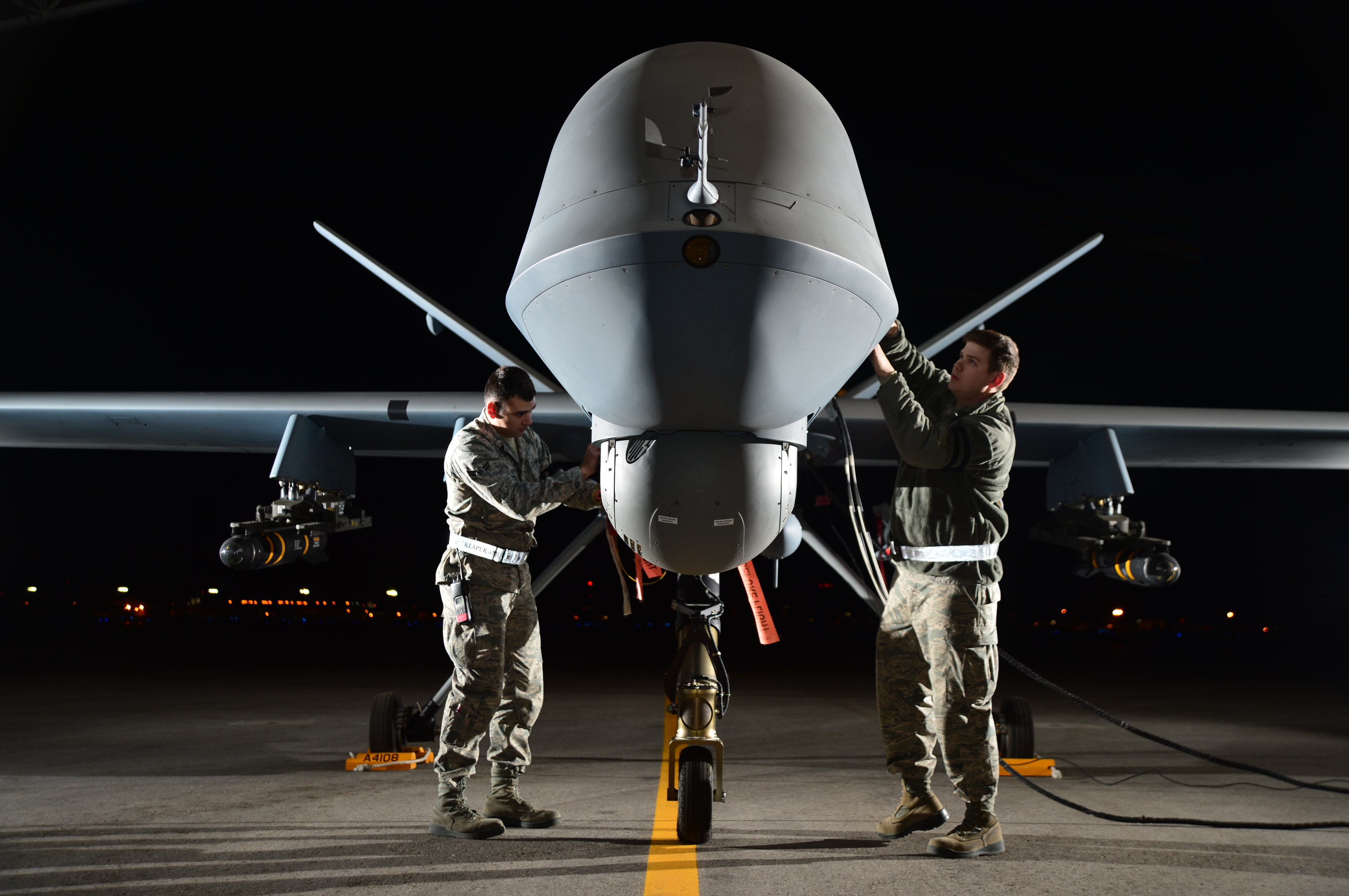
En MQ-9 Reaper görs klar för övningen Combat Hammer den 15 maj 2014.

Basen, vars namn då var Indian Springs Airport, uppfördes på 1940-talet under andra världskriget för USA:s arméflygvapen och användes för utbildning på flygplanstyperna B-17 Flying Fortress och T-6 Texan. Efter krigets slut drogs verksamheten in, men återöppnades 1949 och fick då namnet Indian Springs Air Force Base och kom huvudsakligen att användas för forskning och utveckling. 1956 blev Indian Springs AFB den huvudsakliga övningsplatsen för flygvapnets flyguppvisningsgrupp, Thunderbirds. Tactical Air Command (TAC) övertog ansvaret för basen 1961 och då fanns flera detachement för enheter som understödde verksamheten med provsprängningar av kärnvapen på närbelägna Nevada Test Site. USA:s president John F. Kennedy besökte basen 8 december 1962. Under 1964 ändrades namnet till Indian Springs Air Force Auxiliary Field, vilket återspeglade dess roll som en sekundär del av Nellis Air Force Base. Den 18 januari 1982 inträffade en olycka i vilken fyra Thunderbirdspiloter förolyckades vid flygning med T-38 Talon i diamantformation.
I och med flygvapnets omorganisering under 1992 hamnade basen under Air Combat Command (ACC). Ett nytt kapitel började den 13 december 1996 med den första flygningen av drönaren RQ-1 Predator. I februari 2001 avfyrades i närområdet den första roboten av typ AGM-114 Hellfire från en drönare. Verksamheten kom därefter att expandera kraftigt i samband med krigen i Afghanistan och Irak. Den 20 juni 2005 fick basen sitt nuvarande namn, Creech Air Force Base. Namnet kommer från general Wilbur L. Creech (1927-2003) som var chef för TAC mellan 1976 och 1984. Creech hade personlig koppling till platsen som Thunderbirdspilot samt delaktighet, i egenskap av befälhavare för TAC, i det utvecklingsprojekt som senare skulle utmynna i den första Predator-drönaren.
Under 2007 anlände den första drönaren av typ MQ-9 Reaper.